# Kurtzia arteaga
Kurtzia arteaga är en snäckart som först beskrevs av Dall och Bartsch 1910.  Kurtzia arteaga ingår i släktet Kurtzia och familjen kägelsnäckor. Inga underarter finns listade i Catalogue of Life.